# Bauchi
Bauchi (dřívější název Yakoba) je město v severovýchodní Nigérii. Je hlavním městem státu Bauchi. Leží na severním okraji plošiny Jos v nadmořské výšce 616 m n. m. V roce 2022 zde žilo asi 881 600 obyvatel. Bauchi je zároveň hlavním městem tradičního Emirátu Bauchi.  
Do srpna 2014 se ve městě nacházelo Letiště Bauchi. Ve městě se dále nachází několik vysokých škol. Dominantním etnikem ve městě jsou Fulbové, dominantním náboženstvím je pak islám, je zde ale také menšina křesťanů. 